# Діярбакир (аеропорт)
Аеропорт Діярбакир (IATA: DIY, ICAO: LTCC) — військова авіабаза та цивільний аеропорт, розташований у місті Діярбакир (Туреччина).

## Авіалінії та напрямки, серпень 2023
| Авіакомпанія      | Пункт призначення                                                          |
| ----------------- | -------------------------------------------------------------------------- |
| AnadoluJet        | Анкара, Бурса, Ербіль, Стамбул–Сабіха Гьокчен                              |
| Corendon Airlines | Сезонний: Ганновер                                                         |
| Pegasus Airlines  | Анкара, Ерджан, Стамбул–Сабіха Гьокчен, Ізмір                              |
| SunExpress        | Анталія, Ізмір Сезонні: Дюссельдорф, Франкфурт, Ганновер, Штутгарт, Відень |
| Turkish Airlines  | Стамбул Сезонний: Дюссельдорф                                              |

## Аварії і катастрофи

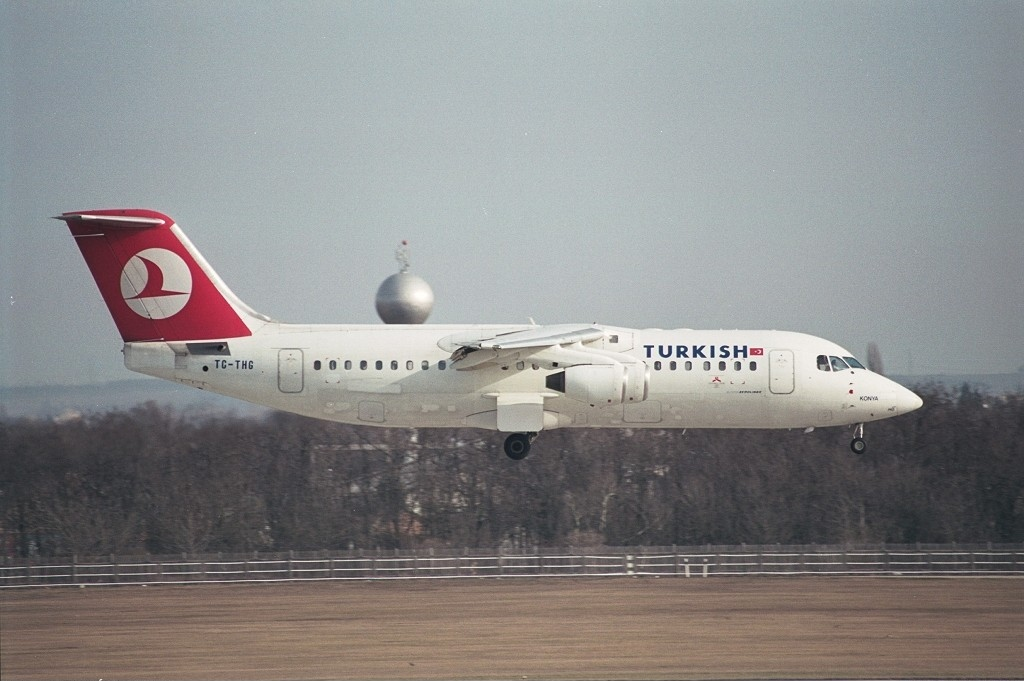
Avro RJ100, той, що зазнав катастрофи під час виконання Turkish Airlines Flight 634.

- 8 січня 2003 року пасажирський авіалайнер Avro RJ100 турецького національного авіаперевізника Turkish Airlines здійснював внутрішній рейс TK 634[en] за маршрутом Стамбул—Діярбакир, але при посадці в аеропорту Діярбакир в умовах туману врізався в схил неподалік торця ЗПС, зруйнувався на три частини і згорів. З 80 осіб, що знаходилися на його борту (75 пасажирів і 5 членів екіпажу) вижили 5, 3 з них отримали поранення.

- 27 серпня 2016 року по аеропорту було випущено кілька ракет.